# Erik Matz
Erik Matz (* 1966 in Bassum) ist ein deutscher Kirchenmusiker und Organist.

## Leben
Matz hatte zunächst mehrjährigen Privatunterricht in den Fächern Orgel und Klavier. Im Jahre 1987 begann er sein Kirchenmusikstudium an der Robert Schumann Hochschule Düsseldorf. Matz hatte dort unter anderem Unterricht bei Phillip Langshaw (Gesang), Thomas Palm (Klavier), Christoph Schoener (Orgel), Hartmut Schmidt und Volker Hempfling (Chorleitung). Ergänzungsfächer fanden unter anderem durch Helmuth Rilling statt.
Nach seinem Abschluss mit einem A-Musikerexamen 1993 begann Matz mit einem Aufbaustudium im Bereich Dirigieren und Chorleitung, das er 1996 mit Auszeichnung im praktischen Prüfungsteil abschloss. Von 1992 bis 1995 war Matz Assistent an der A-Kirchenmusikerstelle in Leverkusen. Er arbeitete häufig mit dem Leverkusener Bachchor. Seit 1995 ist Matz Kantor an der Kirche St.-Marien in Uelzen und Kreiskantor für den evangelisch-lutherischen Kirchenkreis Uelzen. Seit September 1998 ist Matz Leiter des Hugo-Distler-Ensembles Lüneburg.

## Schaffen
Mit seinem international bekannten Hugo-Distler-Ensemble gewann Matz zahlreiche Preise, unter anderem den Chorwettbewerb Cantemus 2004 in Limburg sowie alle Sonderpreise in der Kategorie „Sakrale Musik“ inklusive des Dirigentenpreises. Sein Ensemble war außerdem 1. Preisträger des Niedersächsischen Chorwettbewerbs 2009. Matz gewann den Dirigentenförderpreis sowie mehrere Sonderpreise für die Interpretation zeitgenössischer und romantischer Werke.